# 湖心大廈
湖心大廈（英語：Lake Point Tower）是位於美國芝加哥密西根湖湖畔的高級住宅大廈，其地址為近北區北湖濱路505號。大廈於1968年完工，樓高197公尺（645英尺），共70層。大廈的設計建築師為約翰·海因里希（John Heinrich）與喬治·薛波雷特（George Schipporeit），兩人為路德維希·密斯·凡德羅的學生。建築開發商為哈奈特·蕭發公司的社長兼創始人威廉·哈奈特（William F. Hartnett, Jr.）主導。大廈建成後，在當時是世界上最高的住宅用摩天大樓，直到1993年香港地利根德閣三座落成為止。

## 建築設計
建築外牆仿照凡德羅的風格，以全玻璃覆蓋。內部共有9部電梯，以及3座逃生梯。由於建築地點位在湖畔邊，因此在設計上考量到建築主體需抵抗強風。建築形狀採用三翼Y字型，每翼建築從三角形中心延伸出來，並且皆相隔120度，可避免住戶從自家窗外看到鄰近的另一戶，三角形中心是支撐建築的主體，三翼形狀的建築與傳統四翼形狀建築相比下可減少更多受風面積。外牆玻璃使用鍍金陽極氧化鋁的青銅色玻璃，以降低密西根湖畔的反射光。

## 電影
湖心大廈曾經是一些電影的拍攝地點之一。
- 边缘战士 (电影)
- 神鲜家庭（英语：Folks! (film)）
- 王牌大姐大（英语：Straight Talk）
- 二見鍾情
- 門當父不對
- 大災難之超級龍卷風（英语：Category 6: Day of Destruction）
- 跳越時空的情書
- 分歧者 (電影)

## 外部連結
- Lake Point Tower website （页面存档备份，存于）
- Emporis listing （页面存档备份，存于）
- Google Maps